# Молитика, Маама
Маама Молитика (англ. Maama Molitika, родился 26 августа 1974 года в Хаапаи, Тонга) — тонганский регбист, выступавший на позиции левого фланкера (блайндсайд-фланкера) и восьмого. Выступал в профессиональном и любительском регби на протяжении более чем 20 сезонов.

## Игровая карьера
Провёл детство на тонганском острове Хаапай, позже переехал в Новую Зеландию с бабушкой. Учился в мужской школе Гамильтона (его одноклассником был крикетист Скотт Стирис) и Хантли-колледже, выступал за новозеландский клуб «Фрэйзер Тек». Первый тренер — Джон Митчелл. Митчелл пригласил Маама играть за английский «Сейл Шаркс», однако тонганец визу не получил для выступления, поскольку не был заигран за сборную Тонги.
Будучи регбистом-любителем, Молитика дебютировал 8 ноября 1996 года за сборную Тонги в Нукуалофа матчем против новозеландских маори. В большинстве источников, однако, официальным указывается его дебют в игре в Суве против Фиджи 21 июня 1997 года. Матчи 1997 года организовал Фил Кингсли Джонс, менеджер Джона Лому и отец регбиста Кингсли Джонса. 16 ноября 1997 года усилиями Фила в Суонси прошла игра между Уэльсом и Тонгой, в которой участвовали, помимо Молитика, другие выдающиеся игроки — Кули Фалетау, Джош Таумалоло, Тевита Тиуэти, Нгалу Та’у, Катилимони Тууполоту и братья Фе’ао и Элиси Вунипола.
С 1999 года Маама проживал большую часть времени в Уэльсе, где играл за разные клубы, начиная с «Бридженд Рэйвенс» — именно этот клуб добился успеха, пытаясь заполучить игрока. Его одноклубниками были валлийцы Дэвид Джеймс, Гарет Томас, Райан Джонс и тонганец Джош Таумалоло. В сезоне 2002/2003 Молитика стал лучшим бомбардиром клуба по попыткам (8 попыток), принеся заодно клубу первую победу в истории чемпионата Уэльса. В сезоне 2003/2004 Молитика играл за клуб «Селтик Уорриорз», сыграв с ним в Кубке Хейнекен все матчи.
По окончании сезона 2004/2005 «Селтик Уорриорз» прекратил существование, что стало для тонганца потрясением. Молитика стал игроком «Харлекуинс», получив предложение о трёхлетнем контракте с командой. Однако, по его словам, Англия была слишком большой для него. Позже он выступал за японский «Ай-би-эм Биг Блю». В 2006 году играл за объединённую сборную тихоокеанского региона «Пасифик Айлендерс», проведя три встречи. В 2007 году был в заявке сборной Тонги на чемпионат мира во Франции, сыграв встречу против Англии на стадионе «Парк де Пренс» (поражение тонганцев 20:36). Всего в его активе 18 матчей и 5 очков за одну попытку.
Планировалось, что Молитика завершит игровую карьеру уже после Кубка мира, но в сезоне 2007/2008 он стал игроком «Кардифф Блюз» — его услуги понадобились команде на время Кубка мира, когда её ключевые игроки разъехались в сборные (в том числе и в валлийскую), а в лазарете ещё оставались травмированные. Из-за выступления в недостаточно конкурентоспособном чемпионате Японии у тонганца снизился уровень выступлений, и «Кардифф Блюз» помог ему набрать нужную форму и завоевать популярность среди болельщиков — в 2009 году команда взяла Англо-валлийский кубок, в 2010 победила в Европейском кубке вызова, победив в марсельском финале «Тулон». В 2009 году клуб также дошёл до полуфинала Кубка Хейнекен, проиграв «Лестер Тайгерс» — по словам Молитика, если бы валлийцы победили лестерцев, то могли бы рассчитывать и на победу в финале. В сезоне 2012/2013 Молитика закончил играть за «Кардифф Блюз» и намеревался окончательно завершить карьеру, но перешёл в итальянский клуб «Сан-Дона» из Венеции, выигравший Серию A в сезоне 2011/2012.
С 2013 по 2020 годы он играл за английский «Амптхилл», который в сезоне 2018/2019 вышел в Чемпионшип — в команду его пригласил бывший тренер клуба «Ньюпорт Гвент Дрэгонс» и наставник «Амптхилла» Пол Тёрнер. Молитика совмещал игровую карьеру в «Амптхилле» с работой в фитнес-центре в Барри, где работал с 5 до 11 утра, а затем ехал на тренировку — такой режим работы у него был на протяжении 4 дней в неделю. Обычно Молитика выходил на поле в последние 25 минут. В 2016 году Молитика выиграл турнир County Championship Division 2 Plate (второй из трёх дивизионов первенства Англии среди сборных регионов) в составе команды региона Ист-Мидлендс; в финале против сборной Кента Молитика занёс три попытки. В связи с приостановкой соревнований по регби на фоне пандемии коронавируса COVID-19, а также собственной физической усталостью Молитика объявил о завершении карьеры игрока 20 апреля 2020 года.

## Тренерская карьера
Маама имел опыт работы с валлийском клубом «Салли» (седьмой дивизион чемпионата Уэльса) и студенческим клубом «Бедфордшир Буллс Лутон». В настоящее время тренирует лондонских школьников.

## Стиль игры
Молитика был крупным защитником задней линии, который при защите много двигался. Умел владеть мячом, отличался агрессивным стилем игры, при своём высоком росте отлично действовал в розыгрыше коридоров, заменяя Пэта Сандерсона. В рядах «Кардифф Блюз» он стал ключевым левым фланкером, который умел двигаться с мячом и обладал большой выносливостью.

## Семья
Супруга — англичанка Хелен Розел Молитика (англ. Helen Rosel Molitika), совладелец Box Edit Boutique. Благодаря свадьбе с подданной Великобритании Маама перестал считаться в чемпионате Уэльса легионером. Есть трое сыновей — Калафи, Ксандер и Лени (все родились в Уэльсе). Двоюродный брат Халоти известен по выступлениям за команду академии регбийного «Вустера».